# Toyota Corolla AE86
Toyota Corolla AE86 bylo kompaktní sportovní kupé vycházející z páté generace (E8) vozu Toyota Corolla vyráběné v letech 1983 až 1987. Jednalo se o poslední model této Toyoty s pohonem zadní nápravy.
AE86 byla vyráběna ve dvou karosářských verzích. K dispozici byla jako třídveřový hatchback a dvoudveřové kupé. Mimo to existují také dvě verze přední masky a světel, "Trueno" (vyklápěcí světla) a "Levin" (pevná světla). Dostupnost jednotlivých karosářských verzí se lišila. Zatímco na evropském trhu byla k dispozici pouze verze s pevnými světly, zákazníci na severoamerickém trhu si naopak mohli pořídit pouze model s vyklápěcími světly. Nabídka byla kompletní pouze v Japonsku.
Corolla AE86 byla poháněna čtyřválcovými motory řady 4A o objemu 1,6 litru. Slabší modely prodávané v Evropě a v Severní Americe poháněl karburátorový 4A-C (80 ps/4500 ot) s osmi ventily. AE86 je ale především známá díky své sportovní verzi s šestnáctiventilovým DOHC motorem 4A-GE (125 ps/6600 ot). Tyto verze byly zároveň standardně vybaveny samosvorným diferenciálem a kotoučovými brzdami. Slabší model prodávaný na japonském trhu poháněl nepatrně rozdílný motor 3A-U o objemu 1,5 litru.
Současně s Corollou AE86 byly vyráběny také modely s pohonem předních kol, označované jako EE80 a AE82. Další generace byly vyráběné pouze již s pohonem přední nápravy.
Automobil má ústřední roli v kultovní japonské sérii manga a anime Initial D, jejíž hlavní hrdina Takumi Fujiwara používá černobílou “Hachi-Roku” Trueno k driftování v pouličních závodech.
Toyota ve spolupráci se Subaru na konci roku 2011 představila veřejnosti sériovou podobu nového sportovního kupé nesoucí název GT 86, které svou koncepcí přímo navazuje na Corollu AE86.